# Сенюково
Сенюково — деревня в Вачском районе Нижегородской области. Входит в состав Арефинского сельсовета.

## История
Деревня впервые упоминается в писцовых книгах 1629-30 годов в числе вотчинных деревень Ивана Никитича Романова, в ней было 7 дворов крестьянских, 4 бобыльских и 3 пустых. В окладных книгах 1676 года деревня в составе Арефинского прихода, в ней было 2 двора крестьянских.
В конце XIX — начале XX века деревня входила в состав Арефинской волости Муромского уезда Владимирской губернии. В 1859 году в деревне числилось 30 дворов, в 1905 году — 55 дворов, в 1926 году — 60 дворов. 
С 1929 года деревня являлась центром Сенюковского сельсовета Вачского района Горьковского края, с 1931 года — в составе Польцовского сельсовета, с 1936 года — в составе Горьковской области, с 1954 года — в составе Талынского сельсовета, с 1960 года — в составе Епифановского сельсовета, с 2009 года — в составе Арефинского сельсовета.

## Население
| 1859 | 1905 | 1926 | 1999 | 2002 | 2010 |
| ---- | ---- | ---- | ---- | ---- | ---- |
| 233  | ↗286 | ↗314 | ↘29  | ↘26  | ↘12  |